# Ocotea curucutuensis
Ocotea curucutuensis är en lagerväxtart som beskrevs av Baitello. Ocotea curucutuensis ingår i släktet Ocotea och familjen lagerväxter. Inga underarter finns listade i Catalogue of Life.